# Kavala
Kavala ([kaˈvala]ⓘ, también conocida como Kavála o Kavalla en griego: Καβάλα) es una ciudad de Grecia situada en el noreste del país. Es la segunda ciudad en importancia de la región de Macedonia, después de Salónica, así como el principal puerto marítimo de Macedonia Oriental y Tracia, encontrándose este en una situación estratégica. Capital de la unidad periférica de Kavala, está situada al pie del monte “Símbolo”, en la bahía de Kavala. Enfrente de la ciudad se halla la isla de Tasos. Dista 680 kilómetros de Atenas y 165 kilómetros de Salónica.

## Historia

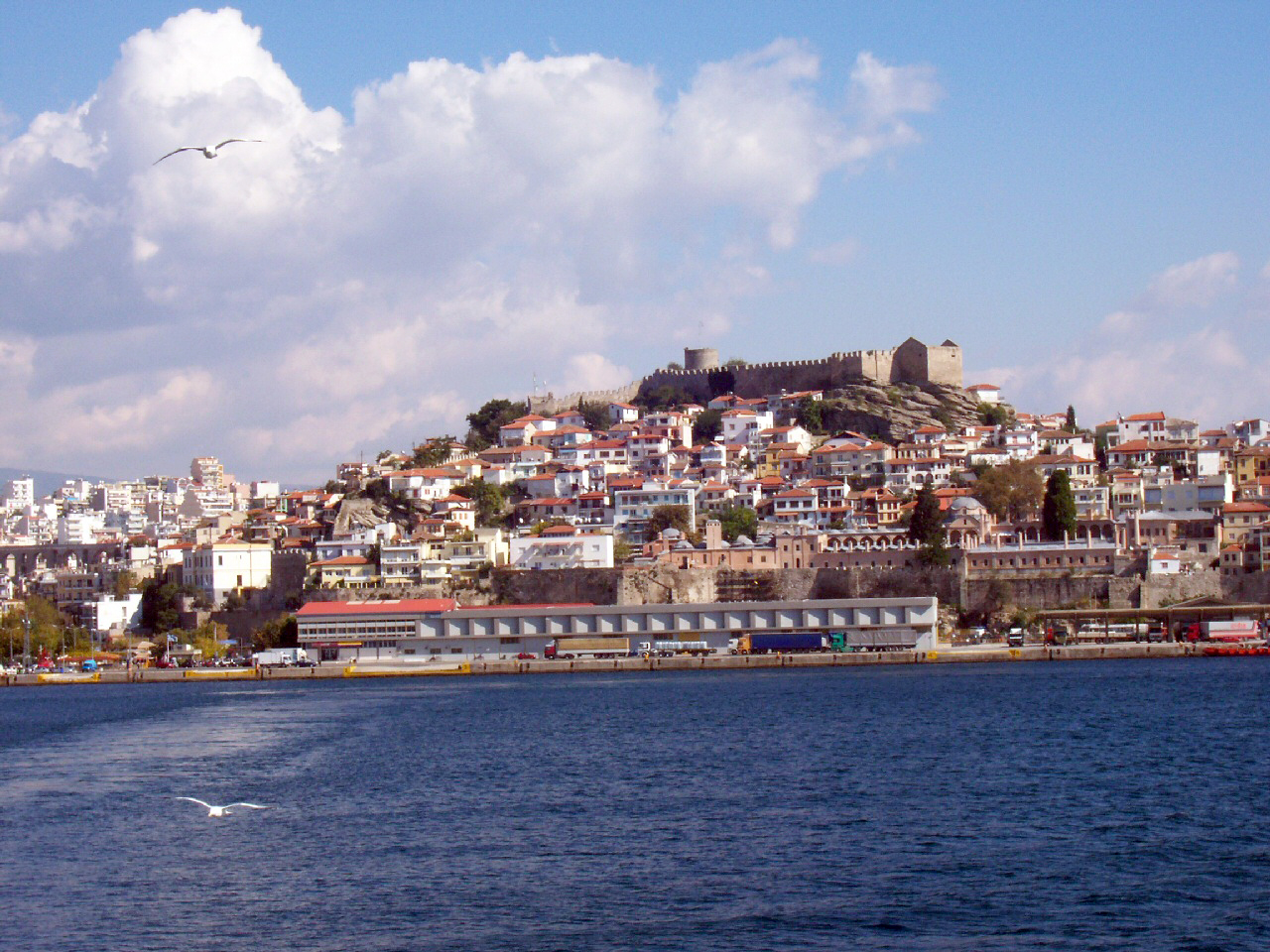
Vista de Kavala.

Fundada por colonos de la isla de Tasos hacia el siglo VII a. C., quienes la llamaron Neápolis (ciudad nueva). Las minas de oro del cercano monte Pangeo la hicieron próspera. Se ubicaba cerca de Dato, próxima al río Nesto. Debe distinguirse de otra ciudad llamada también Neápolis, que estaba emplazada en la península de Palene, la más occidental de las tres que hay en la Calcídica.
El lugar fue elegido porque domina la ruta a lo largo de la costa y por su excelente puerto natural. Formó parte de la Liga de Delos, puesto que aparece en las listas de tributos atenienses entre los años 454/3 y 429/8 a. C. A finales del siglo V a. C. mantuvo enfrentamientos bélicos con Tasos, con quien se reconcilió a principios del siglo siguiente. Años después formó parte de la Segunda Liga ateniense. En época macedonia, a mediados del siglo IV a. C., Neápolis se convirtió en el puerto de la ciudad de Filipos, pero los testimonios epigráficos muestran que continuó ostentando ciertos derechos acordes a un estatus de ciudad.
Obtuvo el estatus de civitas romana en 168 a. C., y fue la base de Bruto y de Cayo Casio Longino en el año 42 a. C., antes de su derrota en la batalla de Filipos. 
El apóstol Pablo desembarcó en Kavala en su primer viaje y desde aquí visitó Samotracia.
En época bizantina fue renombrada como Cristópolis.
Kavala fue parte del Imperio otomano desde 1371 hasta 1912. El acueducto, de apariencia romana, fue construido por Solimán el Magnífico y suministraba agua a los baños turcos.
Mehmet Alí (1769-1849), que nació en Kavala, fue pachá de Egipto en 1805. Su casa natal en la ciudadela, se restauró y se puede visitar. Frente a ella se alza una estatua ecuestre del pachá. Mehmet Ali fundó el Imaret, que se halla al lado occidental del castillo veneciano y domina el puerto.

## Lugares de interés

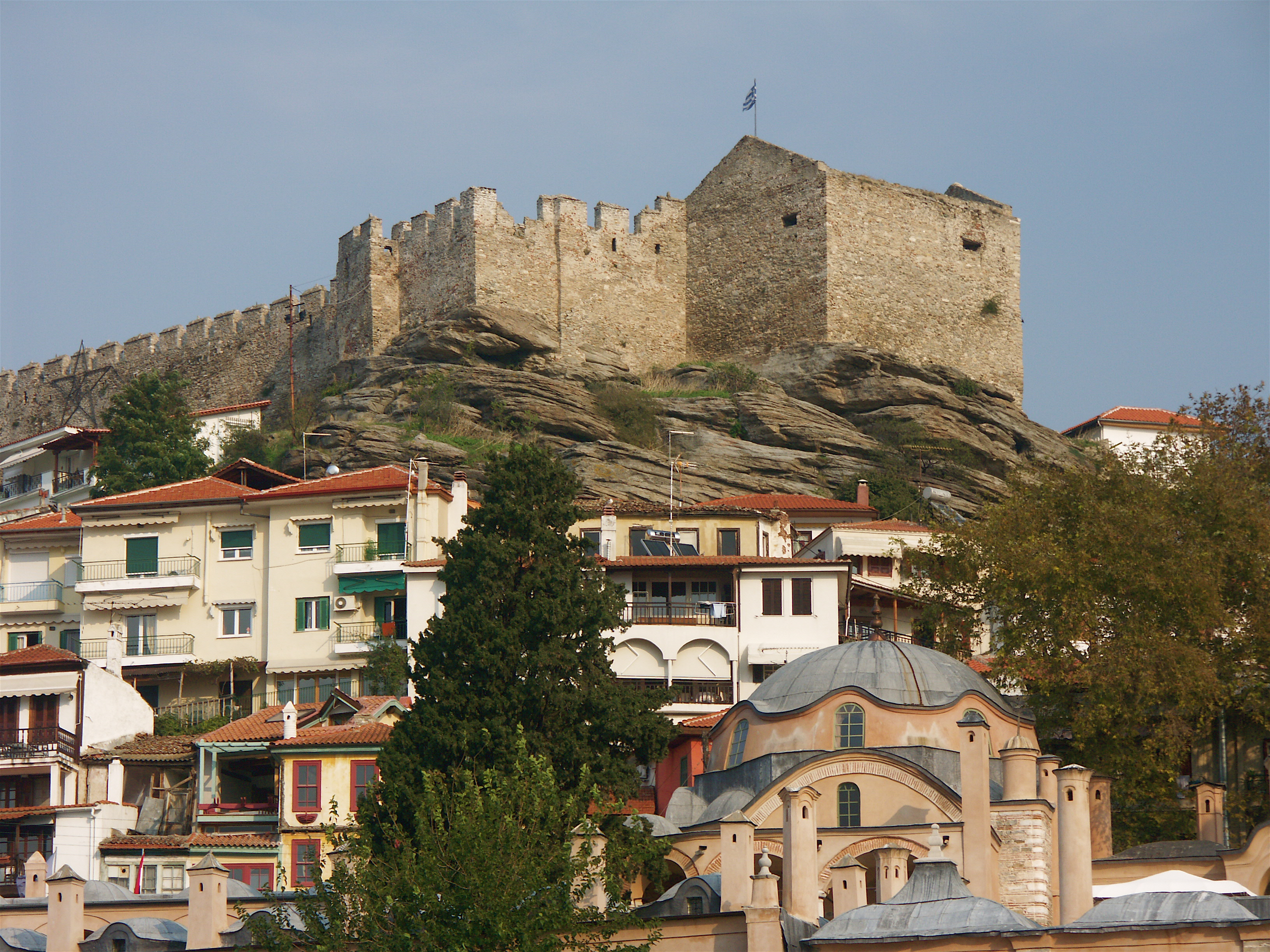
Castillo de Kavala.

- El Imaret se construyó como una casa de caridad y es un ejemplo de arquitectura otomana. Actualmente ha sido restaurado como "Hotel Imaret", siendo el de más categoría de la ciudad.
- El castillo veneciano en la colina de Panagia.
- El acueducto de Solimán el Magnífico es el símbolo de la ciudad.
- Casa natal de Mehmet Alí.
- Museo Arqueológico de Kavala:

Está en el Odos Vasileos Pavlou, en el lado occidental del puerto. En la sala de entrada hay esculturas helenísticas y romanas procedentes de Anfípolis. La primera sala contiene hallazgos de las excavaciones en el santuario de Pártenos, que era la diosa principal de Neápolis y quizá una versión helenizada de la diosa tracia Bendis. Los capiteles jónicos pertenecían a un templo de Tasos de principios del siglo V a. C.. También hay objetos prehistóricos y otros de épocas posteriores procedentes de diferentes lugares del área circundante de Kavala.

## Ciudades hermanadas
- Saint-Étienne, Francia
- Núremberg, Alemania

## Otros
Kavala es una de las más grandes ciudades de Grecia, junto con Heraclión, que no tiene estación de ferrocarril.

## Demografía
| Gráfica de evolución de Kavala entre 1904 y 2011 |
|                                                  |
| Fuente: ELSTAT.                                  |

## Personajes célebres
- Mehmet Alí (1769-1849): pachá de Egipto.
- Vasilis Vasilikos (nacido el 18 de noviembre de 1934): escritor griego.
- Zisis Vryzas (nacido el 9 de noviembre de 1973): miembro de la selección griega de fútbol que ganó en 2004 la Eurocopa.
- Theodoros Zagorakis (nacido el 27 de octubre de 1971), capitán en la Euroliga de campeones de fútbol de 2004.
- Despina Vandi: cantante griega.
- Konstantinos Mitroglou: futbolista griego.